# Kokorycz żółta

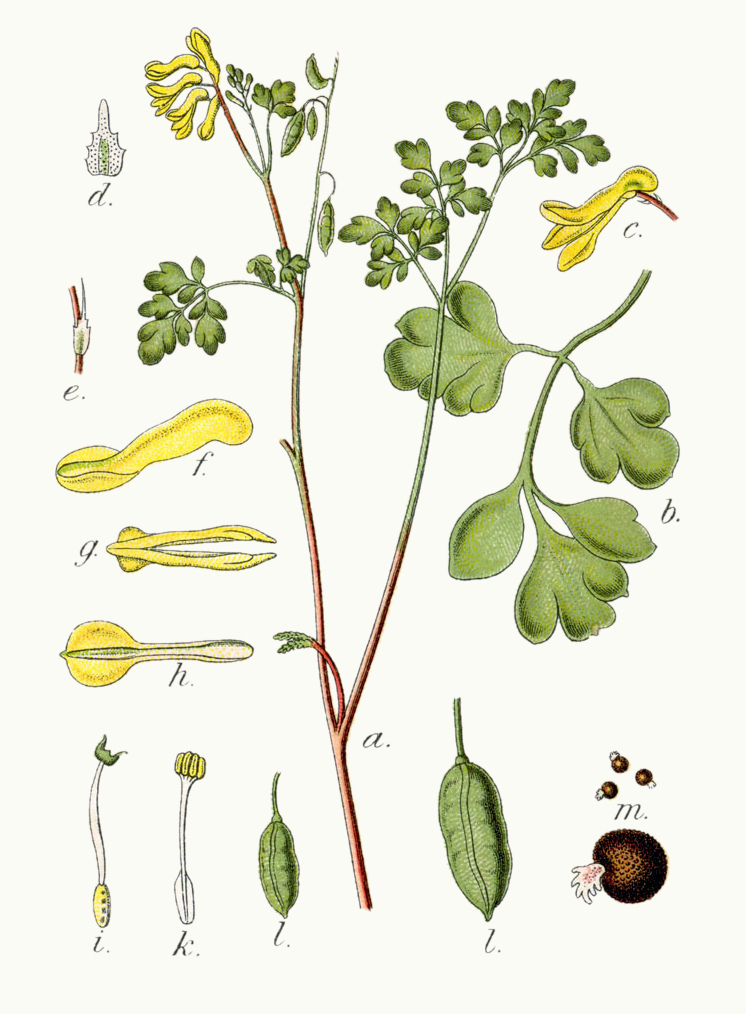
Morfologia

Kokorycz żółta (Pseudofumaria lutea) – gatunek rośliny należący w zależności od ujęcia systematycznego do rodziny makowatych (m.in. systemy APG) lub wyodrębnianych z niej rodziny dymnicowatych. Pochodzi ze środkowej Europy. W Polsce jest gatunkiem obcym przywleczonym w połowie XIX w. Roślina sprowadzona przez ogrodników rozprzestrzeniła się w środowisku naturalnym jako zbieg z uprawy. Po raz pierwszy zanotowano ją w Kotlinie Żytawskiej. Współcześnie występuje na rozproszonych stanowiskach w okolicach Szczecina, Oliwy, Ostródy, Gorzowa Wielkopolskiego, Wschowy, Bożejowa, Chełmka, Wrocławia, Bielska-Białej, Cieszyna. Status we florze Polski: kenofit, efemerofit.

## Morfologia
ŁodygaWzniesiona, silnie rozgałęziona, o wysokości 10–30(40) cm. Pod ziemią występuje kłącze.
LiściePierzasto złożone, liczne, bez wąsa. Przysadki o lancetowatym kształcie, różnym od kształtu liści.
KwiatyŻółte, wyrastające w gronach w kątach liści. Szypułka kwiatowa ma długość ponad 3 mm. Kwiaty mają ostrogę kilkakrotnie dłuższą od płatka, na którego końcu wyrasta.
OwoceTorebka o długości do 1 cm.
Gatunki podobneKokorycz żółtawa. Ma również żółte kwiaty, ale przysadki podobne do liści, a ostroga kwiatów jest tej samej długości, co płatek.

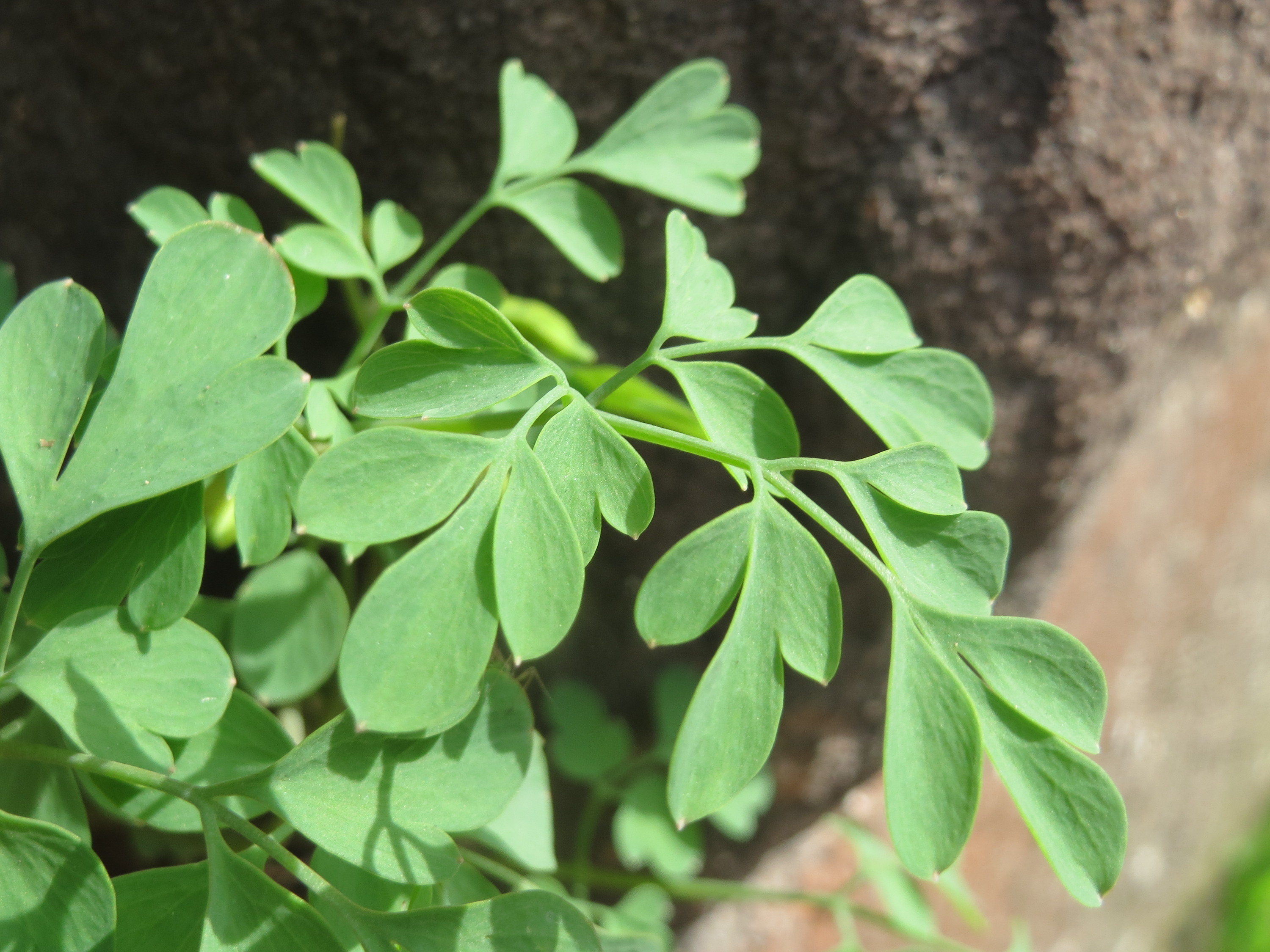
Liście
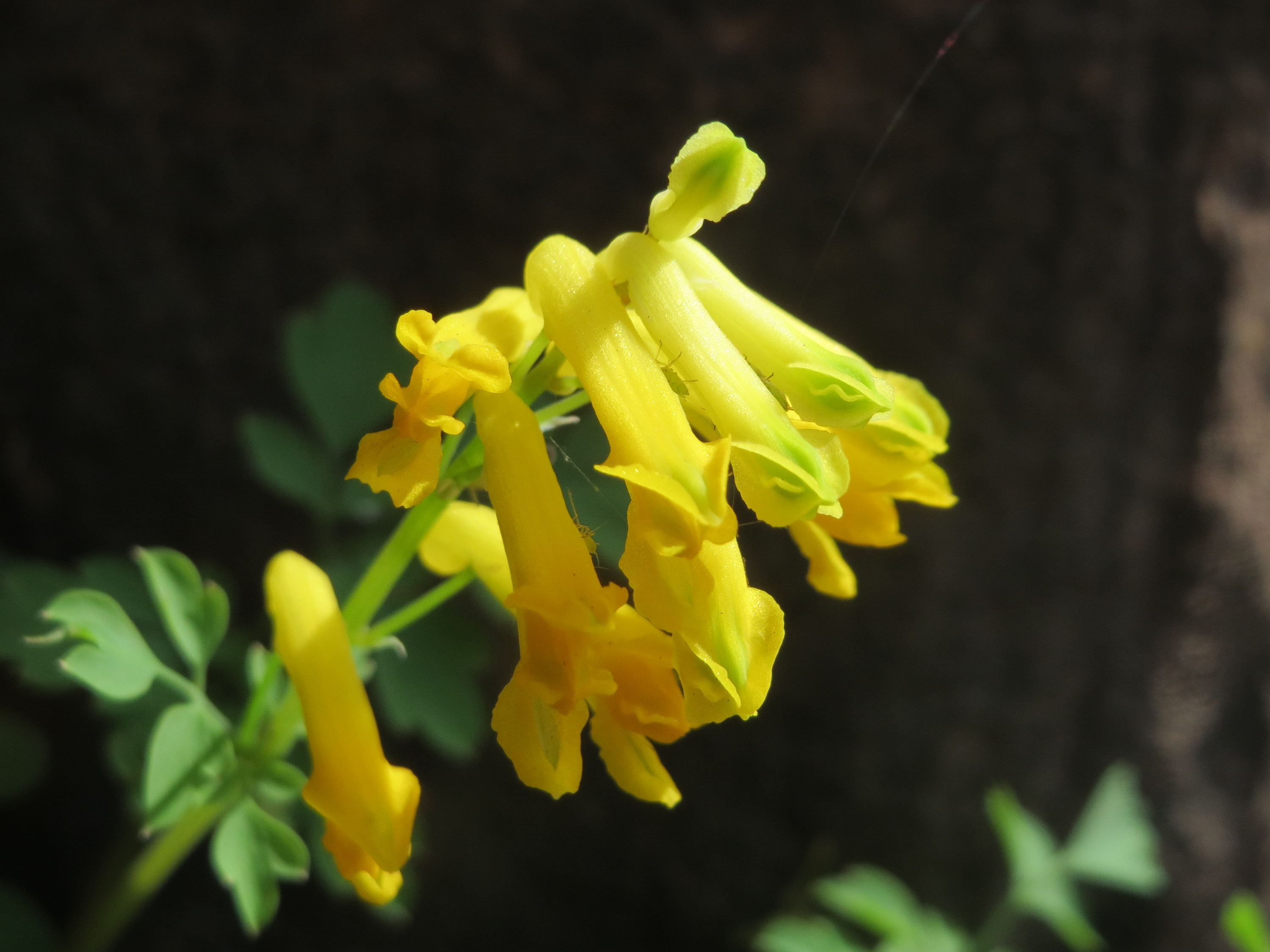
Kwiaty
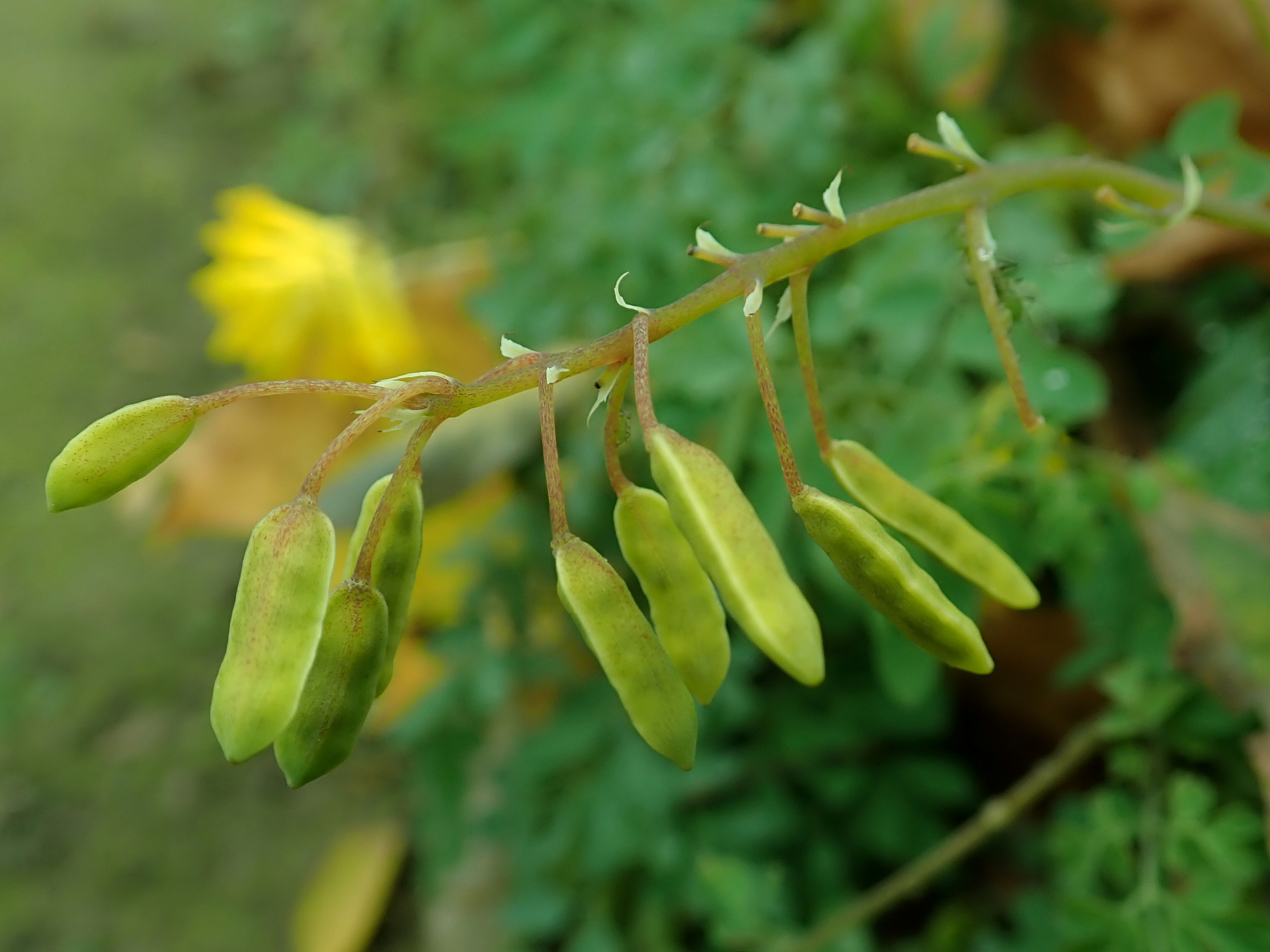
Owoce
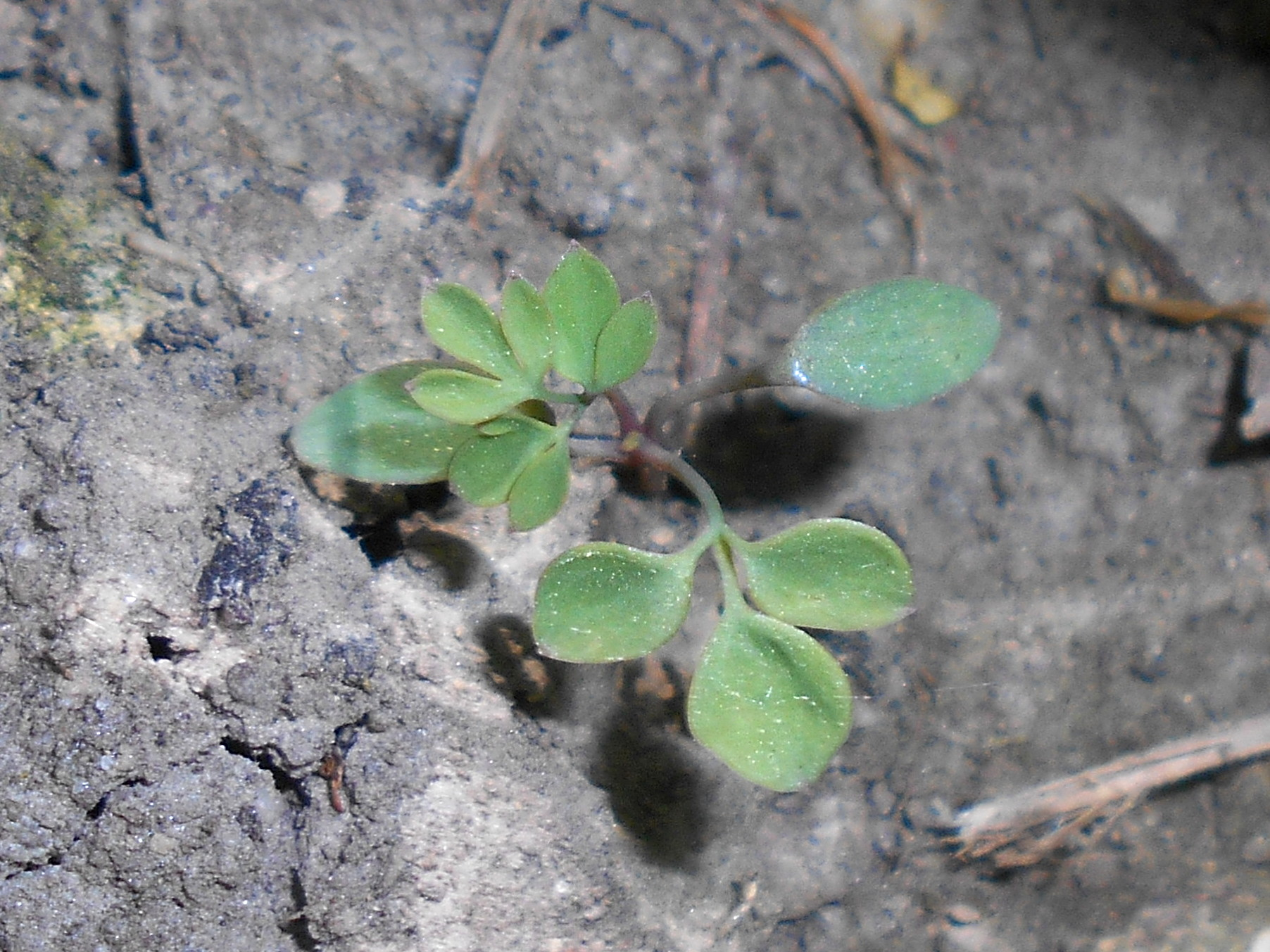
Siewka

## Biologia i ekologia
Bylina, geofit. Kwitnie od maja do września. Liczba chromosomów 2n=64. Zasiedla głównie siedliska ruderalne. Na stanowiskach występuje przeważnie w liczbie kilkudziesięciu osobników. Nie stanowi zagrożenia dla rodzimej flory.

## Zastosowanie i uprawa
Uprawiana bywa jako roślina ozdobna sadzona na rabatach bylinowych i w ogrodach skalnych. W sprzyjających warunkach dobrze się rozsiewa i tworzy kobierce. Odporna na choroby, mróz i szkodniki, nie wymaga pielęgnacji. Rozmnażanie z nasion (najlepiej tuż po zbiorze), istnieje również możliwość dzielenia starszych roślin.